# Віттемор (Айова)
Віттемор (англ. Whittemore) — місто (англ. city) в США, в окрузі Кошут штату Айова. Населення — 497 осіб (2020).

## Географія
Віттемор розташований за координатами 43°3′48″ пн. ш. 94°25′30″ зх. д. / 43.06333° пн. ш. 94.42500° зх. д. (43.063391, -94.425054).  За даними Бюро перепису населення США в 2010 році місто мало площу 1,09 км², уся площа — суходіл.

## Демографія
Згідно з переписом 2010 року, у місті мешкали 504 особи в 223 домогосподарствах у складі 135 родин. Густота населення становила 463 особи/км².  Було 250 помешкань (230/км²).
Расовий склад населення:
| - 98,0 % — білих - 0,2 % — корінних американців - 0,2 % — чорних або афроамериканців |

До двох чи більше рас належало 0,8 %. Частка іспаномовних становила 1,6 % від усіх жителів.
За віковим діапазоном населення розподілялося таким чином: 26,4 % — особи молодші 18 років, 55,1 % — особи у віці 18—64 років, 18,5 % — особи у віці 65 років та старші. Медіана віку мешканця становила 39,2 року. На 100 осіб жіночої статі у місті припадало 104,0 чоловіків;  на 100 жінок у віці від 18 років та старших — 106,1 чоловіків також старших 18 років.
Середній дохід на одне домашнє господарство  становив 54 022 долари США (медіана — 42 500), а середній дохід на одну сім'ю — 67 208 доларів (медіана — 54 038). За межею бідності перебувало 11,0 % осіб, у тому числі 21,0 % дітей у віці до 18 років та 11,8 % осіб у віці 65 років та старших.
Цивільне працевлаштоване населення становило 268 осіб. Основні галузі зайнятості: виробництво — 19,0 %, освіта, охорона здоров'я та соціальна допомога — 18,3 %, роздрібна торгівля — 13,4 %, будівництво — 10,8 %.